# Síndrome de Bernard-Horner
La síndrome de Bernard-Horner, síndrome de Horner o paràlisi oculosimpàtica és una síndrome causada per una lesió en el sistema nerviós simpàtic, habitualment a nivell cervical.

## Signes
Signes que es troben en tots els pacients en el costat afectat de la cara són: ptosi (que és de la parpella superior per la pèrdua de la innervació simpàtica del múscul tarsal superior, també conegut com el múscul de Müller i, al revés de la ptosi, elevació lleugera de la parpella inferior, i la miosi (pupil·la contreta) i retard de la dilatació (resposta lenta de la pupil·la a la llum). Pot succeir depenent de la localització de la lesió: enoftalmia (la impressió que l'ull s'enfonsa en l'òrbita) i anhidrosi (disminució de la sudoració) al costat afectat de la cara, pèrdua del reflex ciliospinal i conjuntiva injectada de sang. De vegades hi ha enrogiment de la cara al costat afectat de la cara a causa de la dilatació dels vasos sanguinis sota de la pell.
En els nens la síndrome de Horner de vegades condueix a una diferència en el color d'ulls entre els dos ulls (heterocromia). Això passa, ja que la manca d'estimulació simpàtica en la infància interfereix en la pigmentació de melanina dels melanòcits en l'estroma superficial de l'iris.

## Causes
La síndrome de Horner s'adquireix com a resultat d'una malaltia, però també pot ser congènita (de naixement) o iatrogènica (causades pel tractament mèdic). Encara que la majoria de les causes són relativament benignes, la síndrome pot reflectir una malaltia greu al coll o al pit (com un tumor de Pancoast (tumor en el vèrtex dels pulmons) o la dilatació venosa tirocervical).
- A causa de la lesió o compressió d'un costat de la cadena simpàtica cervical o toràcica, que genera els símptomes del mateix costat (igual que la lesió) del cos.
- Síndrome medul·lar lateral
- Cefalàlgia histamínica de Horton[3]
- Traumatisme - a la base del coll, usualment traumatisme contús; i, de vegades, la cirurgia.
- Otitis mitjana (infecció a l'orella mitjana)
- Tumors - amb freqüència el carcinoma broncogènic de la fissura superior (tumor de Pancoast) a vèrtex de pulmó
- Aneurisma aòrtic toràcic
- Neurofibromatosi tipus 1
- Goll
- Aneurisma dissecant d'aorta
- Càncer de tiroide
- Esclerosi múltiple
- Tracció en la costella cervical del gangli estrellat
- Dissecció de l'artèria caròtide
- Paràlisi de Klumpke
- Trombosi del si cavernós
- Simpatectomia
- Siringomièlia
- Bloquejos nerviosos, com el bloqueig del plexe cervical, el gangli estrellat o bloqueig interescalènic
- Com una complicació del tub de toracostomia